# Odín (cómic)
Odín es un personaje ficticio que aparece en los cómics estadounidenses publicados por Marvel Comics. El personaje se menciona por primera vez en Journey into Mystery # 85 (octubre de 1962), luego aparece por primera vez en Journey into Mystery # 86 (noviembre de 1962) y fue adaptado de la mitología de Odín of Norse por Stan Lee y Jack Kirby. Él es el padre de Thor, Loki,  Angela, Vidar, Balder, Tyr, Hermod, Laussa y El Rey de Asgard.
Como rey de los dioses nórdicos, es miembro del concilio de dioses, formado por otros reyes de panteones, tales como Zeus, Shiva y Osiris. Después de su muerte, su hijo Thor intento sin éxito ser miembro.
Anthony Hopkins interpretó al Padre de Todos en las películas del Universo Cinematográfico de Marvel Thor (2011), Thor: The Dark World (2013) y se desaparece en Noruega despidiendo en Thor: Ragnarok (2017).

## Historial de publicaciones
Aunque Odín fue mencionado por primera vez en Journey into Mystery # 85 (octubre de 1962), su primera aparición real fue en Journey into Mystery # 86 (noviembre de 1962). Fue creado para Marvel Comics por Stan Lee y Jack Kirby.

## Historia
De acuerdo con la mitología nórdica, Odín es el hijo de Bor (padre, uno de los primeros Asgardianos) y Bestla (madre, una gigante de hielo), y el hermano completo de Vili y Ve. Con la ayuda de sus hermanos, un joven Odín derrota al demonio del fuego Surtur; más adelante, Odín revela que sus hermanos fueron asesinados por Surtur, pero dieron su energía a Odín. Posteriormente Surtur fue encarcelado dentro de la Tierra. Odín posteriormente se convirtió en gobernante de Asgard, donde recibió el epíteto de "El Padre de Todo", y finalmente se enamoró de la diosa mayor, Gaea, por quién es el padre de Thor. Después del nacimiento de Thor, Odín regresa a Asgard, donde su esposa, Frigga, actúa como la madre de Thor. Odín es también el padre adoptivo de Loki, un niño de la ascendencia cuyo padre gigante de hielo, el Rey Laufey es asesinado por Odín en la batalla: adoptado en un trato con el alcohol de Bor, inconsciente de la intención de Bor que el niño traería la caída de Odín. A pesar de las intenciones de Odín, Thor y Loki se convierten en enemigos amargos. Odín también fue el padre de Balder por Frigga.
La preocupación de Thor con Midgard (Tierra) es una molestia constante para Odín que, como castigo, ha privado a Thor de sus poderes en al menos tres ocasiones, sobre las cuales Thor está dispuesto a expiar sus transgresiones, sus continuas y nobles intenciones y su valentía, eventualmente convencer al Padre de Todo para restaurar los poderes e identidad originales de Thor.
Como gobernante y protector del pueblo asgardiano, Odín ha estado involucrado en una serie de crisis que han amenazado a Asgard y, en ocasiones, a la Tierra. Los ejemplos notables incluyeron la detención de Loki, Storm Giant Skagg, y Surtur (con la ayuda de Thor y Balder); derrota al Hombre Absorbente después de que absorbe casi todo Asgard; desterrando al monstruo Mangog; sacrificando su ojo derecho a Mimir por la sabiduría para detener a Ragnarök (Crepúsculo de los Dioses); intentando detener a los Celestiales en la armadura del Destructor; involucrar al tirano interdimensional Dormammu en un combate de "ajedrez cósmico" como campeones de la Orden Maestra y Señor del Caos, respectivamente, y evitar que Surtur encienda la Espada de la Muerte, Twilight.
Odín también murió tres veces en defensa de Asgard. En la primera ocasión, Odín es asesinado por Mangog, y más tarde revivido por Hela. En la segunda ocasión, los Celestiales derriten al Destructor, y así sofocan a todos los Asgardianos excepto Thor, quien recoge una porción de energía de cada panteón y la usa para revivir a Odín, quien a su vez resucita a los Asgardianos.
La última ocasión implica una batalla masiva contra Surtur en la Tierra, con Odín aparentemente muriendo de una vez por todas, cuando la Fuerza Odín -la fuente del poder de Odín- emigra a su hijo, Thor. Cuando Thor eventualmente destruye el Telar de las Dignidades y evita que Asgard perpetúe Ragnarok -que termina con todo el panteón nórdico y Asgard en sí mismo- Thor cree que Odín puede estar muerto de forma permanente. La Fuerza de Odín se le aparece en forma humanoide y dice que este fue el plan de Odín todo el tiempo.
Cuando Thor regresa de la hibernación en el vacío, comienza a buscar a los asgardianos perdidos, pero no busca a su padre. Durante su Sueño de Odín, Thor encuentra a Odín en un limbo donde todos los días batalla contra Surtur. Odín rechaza la oferta de Thor de tomar su lugar, notando que solo la oferta de Thor ha roto la maldición de Bor de que sería abandonado como Bor, y declara que Thor debe liderar a los asgardianos, mientras que Odín continúa en un estado que se aproxima al equivalente asgardiano del cielo, evitar que Surtur vuelva a entrar en el mundo. Loki mitiga los temores del Dr. Doom sobre la ira potencial de Odín si los asgardianos se mudan a Latveria, asegurándole que "el Viejo Ojo es el dios de ayer" y más tarde, la ausencia de Odín de los Nueve Mundos lleva a su padre revivido Bor a librar una batalla contra Thor, en la cual es asesinado, y así provoca el exilio de Thor para el regicidio.
Durante la historia de Siege, Norman Osborn envía los Thunderbolts para robar la lanza de Odín Gungnir del armamento asgardiano. Loki le pide a Odín que le devuelva las Piedras Norn para que pueda ayudar a los héroes a vencer al Vacío.
Odín regresa de entre los muertos después de que Asgard es invadido por los Comedores de Mundos.
Durante la historia de Fear Itself, Odín siente el regreso de su hermano mayor, Cul, la Serpiente: Dios del miedo. Después de un breve monólogo con Uatu el Vigilante, Odín ordena a su gente que regrese al plano de Asgard contra las protestas de Thor, y Asgard se reconstruye en un motor de guerra con el que intenta arrasar la Tierra por completo, para destruir a la Serpiente. Thor convence a Odín para que lo envíe de regreso a la Tierra, y Iron Man viaja a Asgard-space para una audiencia con Odín, donde Iron Man le pregunta a Odín si puede usar uno de los talleres de Asgard para hacer armas, y Odín le permite usar los Talleres de Svartalfheim, para detener a la Serpiente antes de que su sombra caiga sobre el Árbol del Mundo. El Capitán América y los Vengadores traen un Thor inconsciente a Broxton para que Odín pueda curar a Thor. Mientras atiende a su hijo, Odín confiesa que siempre ha tratado de evitar la muerte profetizada de Thor por la Serpiente, no para prevenir a Ragnarok, sino porque ama a su hijo y no quiere verlo perecer. Odín prepara a Thor dándole la armadura y el casco que él mismo usó la última vez que arrojó la Serpiente y le da a Thor la Odinword llamada Ragnarok (que fue forjada para poner fin a todas las cosas). Mientras Thor mata a la Serpiente a costa de su propia vida, Odín libera a los afectados por los Martillos del Digno, y regresa a Asgard con el cadáver de la Serpiente que sella a Asgard de Hermod y otros Asgardianos que quedan en la Tierra.
Durante la historia de Original Sin, se revela a Thor que Angela es la hija de Odín y Frigga; "matada" cuando era un bebé durante la guerra de Asgard con los Ángeles del Décimo Reino, con lo cual Odín cortó el décimo reino de los otros nueve como "castigo". Más tarde, Loki liberó a Odín de su autoexilio, ya que está dispuesto a regresar a Asgard. La lucha entre Thor y Angela se interrumpe cuando Odín reconoce a Angela como su hija, y revela la verdadera historia de Angela, en la que Angel la crio como uno de los Ángeles bajo el nombre de Angela. Debido a sus servicios para los Ángeles, la Reina perdonó a Angela su vida, pero la exilió del Cielo por su linaje. Después de dejar Heaven, Odín le dice a Thor, Loki y Angela que todavía ama a sus hijos.
Enojado de que alguien más empuñe a Mjolnir, Odín envía al Destructor detrás de la nueva mujer Thor, designa a su hermano Cul Borson como su nuevo 'Ministro de Justicia' para hacer cumplir sus nuevos decretos y operar el Destructor, pero Odinson y Freyja ensamblan un ejército de mujeres superhéroes para ayudarla, obligando a Odín a retirarse.
Durante la parte de "Últimos Días" de la historia de Secret Wars, Odín sueña con el fin de toda existencia en un evento mayor que Ragnarok. Cuando los Asgardianos se reúnen para presenciar al Rey Loki (una versión más malvada de Loki de un futuro alternativo) en la espalda de la Serpiente de Midgard, donde creen que este será su fin, Odín y Freyja aparecen con ametralladoras para defender a los Asgardianos.
Como parte de All-New, All-Different Marvel, Odín se ha convertido en un tirano que gobierna Asgard con mano de hierro desde que Thor Odinson desapareció. Hace uso de la Guardia del Trueno y la Armadura del Destructor para proteger su reino e incluso llegó a encarcelar a Frigga y a cualquiera que se interponga en su camino. Su razón para encarcelar a Frigga es porque ella ayudó a la mujer Thor contra el Destructor. Odín luchó contra la hembra Thor cuando ella interrumpió el juicio de Frigga. Después de que la batalla se detuviera cuando Loki usó una daga envenenada en Frigga, Odín llevó el cuerpo de Frigga a su cámara del Sueño de Odín donde puso algunos de sus poderes en ella.
Durante la antología de "Generations", Odín recuerda a Phoenix Force sobre su historia de amor anterior. Más tarde se reveló que Odín era parte de los Vengadores de 1,000,000 AC junto con Agamotto y 1,000,000 aC versiones de Pantera Negra, Ghost Rider, Iron Fist, Phoenix y Star Brand.
Durante el arco de "Muerte de Thor", Odín se enfrentó al regreso de Mangog y no pudo vencerlo. Odín y los asgardianos fueron salvados por la mujer Thor que mató a Mangog a costa de Mjolnir. La mujer Thor luego retrocedió a Jane Foster y sucumbió a su cáncer. Al dar respeto a Jane Foster, Odín trabajó con su hijo Thor Odinson para canalizar los poderes de Dios Tempestad con el fin de resucitar a Jane Foster.
Durante la historia de "La Guerra de los Reinos", Odín está en su sala del trono, reflexionando sobre cómo podría derrotar a Malekith. El Maldito con el Puente de Bifrost fue destruido durante una batalla contra Mangog y Asgard en ruinas. De repente, Odín es el blanco de los asesinos de Malekith y los asesinos de Malekith revelaron que han creado un Puente Oscuro Bifrost que les permitirá teletransportarse a cualquiera de los nueve reinos Odín sobrevive al intento de su vida. Jane Foster golpea a Skidbladnir en la Hechicera cuando llegan Odín y su Ejército Asgardiano. Odín se enfurece cuando descubre que Laufey se comió a Loki. Después de que los Vengadores y sus aliados se retiren a la Montaña de los Vengadores, Ghost Rider y Sif llevan a Odín a descansar. Luego de que Thor fue rescatado de Jotunheim y colocado en la enfermería, Odín se despierta y exige saber dónde está Frigga. El Capitán América intenta decirle a Odín que no puede ir a pelear mientras está lesionado. Iron Man revela que él, Shuri y Screwbeard el Enano crearon una armadura que es una mezcla de uru y vibranium para que Odín lo ayude en la batalla. Antes de que Malekith pueda matar a Frigga, Odín llega con su nueva armadura y le da tiempo a Frigga para que destruya el Puente Oscuro Bifrost, donde su explosión parece que los mata a ambos mientras derrota a las fuerzas de Malekith. Antes de que se vean envueltos en la explosión, Odín y Frigga comparten un beso. Los dos sobrevivieron y son mantenidos cautivos por Malekith en Stonehenge. Cuando Odín le grita a Thor que no los rescate ya que es una trampa, Malekith lo apuñala para mantenerlo tranquilo. Cuando Frigga le dice a Malekith que debe huir mientras todavía pueda, Malekith planea causar la muerte de Thor mientras Odín le dice a Frigga que ore a Thor. Odín le aconsejó a Jane Foster que no usara el dañado Mjolnir de Tierra-1610. Después de que Malekith es asesinado por la Caza Salvaje y la paz se produce en los Diez Reinos, Odín baja y convierte a Thor en el nuevo Padre de Todos.

## Poderes y habilidades
Como rey de los dioses nórdicos, Odín posee una gran fuerza, resistencia y durabilidad mucho mayor que un asgardiano normal, junto con resistencia a todas las enfermedades y toxinas terrestres, increíble resistencia a la magia y, como cortesía de las manzanas doradas de Idunn, una gran vida útil prolongada. Odín tiene todas las habilidades de su hijo Thor, pero en un grado mucho mayor. Odín es capaz de manipular la Fuerza Odín, una poderosa fuente de energía, para una serie de propósitos, incluida la proyección de energía; creación de ilusiones y campos de fuerza; levitación; manipulación molecular, comunicándose telepáticamente con otros Asgardianos incluso si están en la Tierra y él está en Asgard, hipnotizando a los humanos; analizando relámpagos a la Tierra desde Asgard, controlando las fuerzas de vida de todos los asgardianos, y teletransportación. El personaje también usó el Odinpower para mayores hazañas, como transportar a toda la raza humana a una dimensión alternativa; tiempo de parada; tirando de los restos de planetas distantes desde el espacio exterior para aplastar a sus enemigos, comprimiendo la población de un planeta entero en un solo ser, el Mangog y luego recreando la raza y alejando un alma del archidemonio Mephisto. La Fuerza Odín hace que Odín sea capaz de destruir galaxias enteras, lo que le permite involucrar a entidades como Galactus en sus propios términos.
En batallas contra oponentes de un poder similar, Odín porta la lanza mágica Gungnir ("La Lanza del Cielo"), un artefacto hecho del metal uru, que puede usarse para canalizar la Fuerza Odín. Incluso sin la fuerza de Odín todavía puede coincidir con el martillo de Thor en la batalla. Una vez al año, durante el invierno asgardiano, Odín debe emprender el sueño de Odín durante 24 horas para regenerarse (y está celosamente vigilado ya que es vulnerable durante este período), aunque puede ser despertado por hechizos potentes, como los de Karnilla, la Reina Norn.
Odín es también un estratega maestro, y ha prevenido a Ragnarok, y planeó durante siglos la llegada de la Cuarta Hostia Celestial. El personaje también en ocasiones usa el corcel de ocho patas Sleipnirthe y el barco encantado Skipbladnir, que puede navegar por el "mar del espacio" y reducirse al tamaño de un juguete.

## Otras versiones

### Ultimate Marvel
En la marca de Ultimate Marvel, Odín se remonta a The Ultimates (sobre todo por Thor), pero la forma en que la serie está escrita inicialmente deja al lector inseguro de si Odín o Asgard realmente existen, ya que Thor es retratado como humano con ideas delirantes de los dioses nórdicos y la tecnología que le da sus poderes divinos. En el último número de The Ultimates 2, Thor demuestra sus pretensiones de ser un dios genuino al convocar a un ejército de guerreros asgardianos para ayudar a los Ultimates a derrotar al ejército de monstruos de Loki. Thor hace referencia a Odín en su última conversación con Loki antes de que él lo destruya, enviándolo de vuelta a Odín. Cuando los Ultimates comienzan a ser financiados por Tony Stark después de su retiro de S.H.I.E.L.D., Thor informa que esta es realmente la voluntad de Odín.
En Ultimate Comics: Thor, una precuela de The Ultimates, Odín le explica a Thor que él es Asgard, y cuando él muera, Asgard será destruido con él. También informa que las Piedras Norn y Mjolnir son extensiones de su propio poder. Cuando Loki lidera un ejército de Gigantes de Escarcha para invadir y destruir Asgard, Odín obliga a Loki a entrar en la Habitación sin puertas y muere en la batalla con Mammoth. Asgard se desintegra a su alrededor con Thor dando un último golpe poderoso a sus enemigos. En la actualidad, antes de The Ultimates, Thor y Balder se reencarnan como mortales y Balder (reencarnado como la versión definitiva de Donald Blake) explica que los dioses deben ser restaurados y Odín volverá a gobernar Asgard nuevamente.
Más tarde es asesinado en Ultimate Comics: The Ultimates, pero a diferencia de la tradición de los personajes de Ultimate Marvel de haber fallecido, Odín y los demás Asgardianos siguen activos (de algún modo), ya que a Thor le parecen visiones y actúan como un sexto sentido para él. Esto se debe a que Thor se ha "convertido en Valhalla".

### Spider-Geddon
En el universo de Spider-Punk, Eric Masters menciona a Odín como el responsable de dar sus poderes.

## Apariciones en otros medios

### Televisión
- Odín aparece en el segmento The Mighty Thor de la serie de televisión animada The Marvel Super Heroes con la voz de Len Carlson.[66]
- Odín aparece en los episodios de The Super Hero Squad Show, "Organismo mental diseñado solo para besar", "Madre de la fatalidad", "Apoya a tu padre local" y "Lo, cómo el poderoso ha abdicado", con la voz de Jess Harnell.
- Odín aparece en los episodios de Los Vengadores: Los héroes más poderosos del planeta, "Thor el Poderoso", "Un Día Diferente de cualquier otro", "Acto de Venganza" y "La Balada de Beta Ray Bill", con la voz de Clancy Brown.[66]
- Odín aparece en la primera temporada de Avengers Assemble, episodio 15, "Planeta Doom" y episodio 20, "El Día del Padre de Todo", con la voz de Frank Welker.[66]En la temporada 2, como cameo en "Widow escapa".
- Odín aparece en la primera temporada de Ultimate Spider-Man, episodio 9, "Viaje de Estudios".[66]Él es mostrado en su sueño de Odín en el momento en que Loki lleva a los Gigantes de Hielo a atacar a Asgard.
- Odín aparece en la segunda temporada de Hulk and the Agents of S.M.A.S.H. (2015), episodio 20, "Un Futuro Aplastante 2ª Parte: Aplastagard", expresado de nuevo por Frank Welker.[66]
- Odín aparece en la nueva serie de Guardians of the Galaxy, con la voz de Frank Welker.[66]
  - En la primera temporada, episodio 13, "La Armadura Destructora", los recuerdos de la Armadura del Destructor mostraban cómo Odín lo usó una vez en la batalla. Odín es visto más tarde en su Sueño de Odín en el momento en que Loki y la Armadura Destructora regresaron a Asgard. Loki le dice a Odín que los Guardianes de la Galaxia han tomado la Armadura de Destructor que interrumpe el acuerdo de paz con Spartax y que deben ser tratados.
  - En la segunda temporada, el episodio 13, "La Guerra de los Simbiontes, Parte 3: El Camino del Trueno", Odín se despierta de su Sueño de Odín y se infecta con los simbiontes. Después de que los simbiontes son derrotados cuando Thor lo libera, Odín acepta la reticente petición de Star-Lord de perdonar a Loki por sus crímenes por su ayuda en la lucha contra ellos.
  - En la tercera temporada, aparece en los episodios desde "Paranoia" hasta "Solo una victoria", enfrentando a su hermano Serpiente.

### Películas
- Odín está fuera de la pantalla en la película de animación Ultimate Avengers 2, expresada por Dwight Schultz.
- Odín aparece en la película animada directa a video Hulk vs. Thor, expresada por French Tickner.[67]
- Odín aparece en la película de animación directa a DVD Thor: Cuentos de Asgard expresado por Christopher Britton.

### Universo cinematográfico de Marvel
- Anthony Hopkins interpreta a Odín en las películas ambientadas en el Universo cinematográfico de Marvel: 
  - En Thor[68] (2011), el papel de Odín es relevante en la película ya que envía a Thor a la Tierra, exiliándolo por su arrogancia y junto con el Mjolnir al decir la frase: "Quien encuentre este Martillo, si es digno de el, poseerá el poder de Thor".
  - En Thor: The Dark World[69] (2013), luego de la batalla de Asgard por Malekith el Maldito, su futuro queda en duda ya que al final de la película se ve a Loki haciéndose pasar por él mediante ilusiones.
  - En Thor: Ragnarok[70] (2017) retoma su papel. Un flashback reveló que Odín había sellado a Hela cuando se volvió peligrosa. De vuelta en el presente, Thor y Loki encuentran a Odín en Noruega, donde revela que está muriendo y que su muerte libera a Hela.
- Versiones alternativas de Odin aparecen en la serie animada de UCM/Disney+ What If...?, con la voz de Jeff Bergman.[66]

### Videojuegos
- Odín aparece en Marvel: Ultimate Alliance, con la voz de Peter Renaday.
- Odín aparece en Thor: God of Thunder (basado en la película de acción real), con la voz de Tom Kane.
- Odín aparece como un personaje de contenido descargable en Lego Marvel Super Heroes, con la voz de John DiMaggio.
- Odín aparece como un personaje jugable en Lego Marvel's Avengers, con la voz de Frank Welker.
- Odín aparece como un personaje no jugable en el juego de Facebook Marvel: Avengers Alliance.
- Odín aparece como un personaje jugable en Marvel Future Fight.
- Odín aparece como un personaje jugable en Marvel Contest of Champions.